# ボバン・マリヤノヴィッチ
ボバン・マリヤノヴィッチ（セルビア語: Бобан Марјановић, ラテン文字転写: Boban Marjanović、1988年8月15日 - ）は、セルビアのプロバスケットボール選手。ポジションはセンター。

## 経歴

### 若齢期
プロキャリアをABAリーグのKKヘモファーム（現在：ヴルシャツ）で2006-07 シーズンからスタートし、2007年1月にセルビアリーグのKKスイスリオン・タコヴォ（クラグイェヴァツ）に移籍した。シーズン半ばで、ヘモファームに戻った。以降のシーズンを同じセルビアナショナルチームのステファン・マルコヴィッチ、ミラン・マクヴァンと共にチームにとって重要な役割を担った。

### 2010年 - 2012年
2010年夏、ダスコ・ヴュヨセヴィッチの要請を受けPBC CSKAモスクワと3年契約を結んだ。しかし、ヴュヨセヴィッチは解雇され、チームでの立場を失った。2010年12月31日、BCジャルギリスにレンタル移籍し、2010-11シーズン最後までプレーした。
2011年5月に、BCニツニィ・ノヴゴロドと契約し、シーズン半ばまで在籍した。2012年1月、セルビアに戻り、KKラドニチェキ・クラグェヴァックと契約し、残りのシーズンを送った。

### メガ・ヴィツラ
2012年6月、セルビアのKKメガ・ヴィツラと2012-13シーズンの契約をした。好調にシーズンを送り、セルビアリーグのMVPを獲得した。

### ツルヴェナ・ズヴェズダ

#### 2013-14シーズン
On July 2, 2013年6月2日、KKツルヴェナ・ズヴェズダ（英：Red Star Basketball club）と2年契約を結んだ。2013年12月に、ユーロリーグラウンド10のMVPに選ばれた。2014年4月、チームメートのデマーカス・ネルソンと共にABAリーグのファーストチームに選出された。

#### 2014-15シーズン
2014–15シーズンのユーロリーグでは、初戦のガラタサレイSKで28分出場し、22得点、10リバウンドを記録し、76-68で勝利した。ユーロリーグ 1st.ラウンドのMVPに選ばれた。2014年11月22日、対ガラタサレイSK戦では、23得点、キャリアハイの17リバウンドを記録したが、2度のオーバータイムの末に103-110で敗戦した。この時の1試合17リバウンドは、ユーロリーグで、ここまでの3シーズン中では最高の記録であった。これらの成績によりユーロリーグ・レギュラーシーズンのMVPを獲得した。
2015年4月9日、対パナシナイコスBC戦で、リバウンドのシーズン記録となる 256リバウンドを記録した。それまでの記録はミルサド・タルカンの2002-03シーズンの、248リバウンドであった。。それに加え、ユーロリーグのダブル・ダブル記録もタノカ・ベアードの2004-05シーズンの14を上回り、16に更新した。24以上のユーロリーグゲームで、キャリアハイの1試合平均16.6得点、リーグトップの10.7リバウンドを記録し、ユーロリーグのパフォーマンス指標PEI（NBAに於けるefficiencyと同様、選手の貢献度を指標する）で 25.67を記録した。
2015年4月2日、ABAリーグ、2014-15シーズンのファースト・チームに選ばれた。翌月、チームを2014-15シーズンの ABAリーグ優勝に導いた。この時の活躍で、プレーオフMVPを獲得した 。2015年5月、オール・ユーロリーグ・ファースト・チームに選ばれた。
2014-15シーズン、 チームが13勝1敗の好成績で1位となり、2015年6月5日、マリヤノヴィッチは、セルビアリーグのMVPに3年連続で選ばれた。更にクレヴェナ・ズヴェズダはファイナルで、KKパルチザンを3勝スイープで退けリーグ優勝を勝ち取った。

### NBA

#### サンアントニオ・スパーズ
2015年7月10日にNBAのサンアントニオ・スパーズとの1年総額200万ドルの契約に合意した。
2015–16シーズン、10月30日のブルックリン・ネッツ戦でNBAデビューを果たし、6得点、5リバウンドを記録した。12月7日、フィラデルフィア・76ers戦で、フィールドゴール10本中8本、フリースロー2本を決めて18得点を記録した。2016年1月21日のフェニックス・サンズ戦でベンチスタートながら自身初のダブル・ダブルとなる17得点、13リバウンドを記録した。3月23日のホームでのマイアミ・ヒート戦では終盤13分33秒の出場時間で、フィールドゴールを12本中1本のスリーポイントプレーを含む、9本を成功させ、19得点を記録した。レギュラーシーズン最終戦となったダラス・マーベリックス戦で、ティム・ダンカンら主力が休養する中、スターターとして起用され、キャリア最長となる37分の出場で、22得点（シーズンハイ）、12リバウンド、2ブロックを記録し、勝利に貢献した。

#### デトロイト・ピストンズ
2016年7月7日、制限付きFAとなったマリヤノヴィッチは、デトロイト・ピストンズから提示された3年総額2100万ドルのオファーシートにサイン。3日後の7月10日、スパーズはピストンズの契約にマッチングをしないことを発表。これによりマリヤノヴィッチのピストンズ移籍が決定。2017年1月4日のシャーロット・ホーネッツ戦では、22分の出場ながら15得点、19リバウンドを記録し、移籍後初のダブル・ダブルを達成。4月7日のヒューストン・ロケッツ戦では、キャリアハイの27得点を記録した。

#### ロサンゼルス・クリッパーズ
2018年1月29日にブレイク・グリフィン、ウィリー・リード、ブライス・ジョンソンとのトレードでトバイアス・ハリス、エイブリー・ブラッドリーと共にロサンゼルス・クリッパーズへ移籍した。

#### フィラデルフィア・76ers
2019年2月6日にトバイアス・ハリスと共にフィラデルフィア・76ersへ移籍した。

#### ダラス・マーベリックス

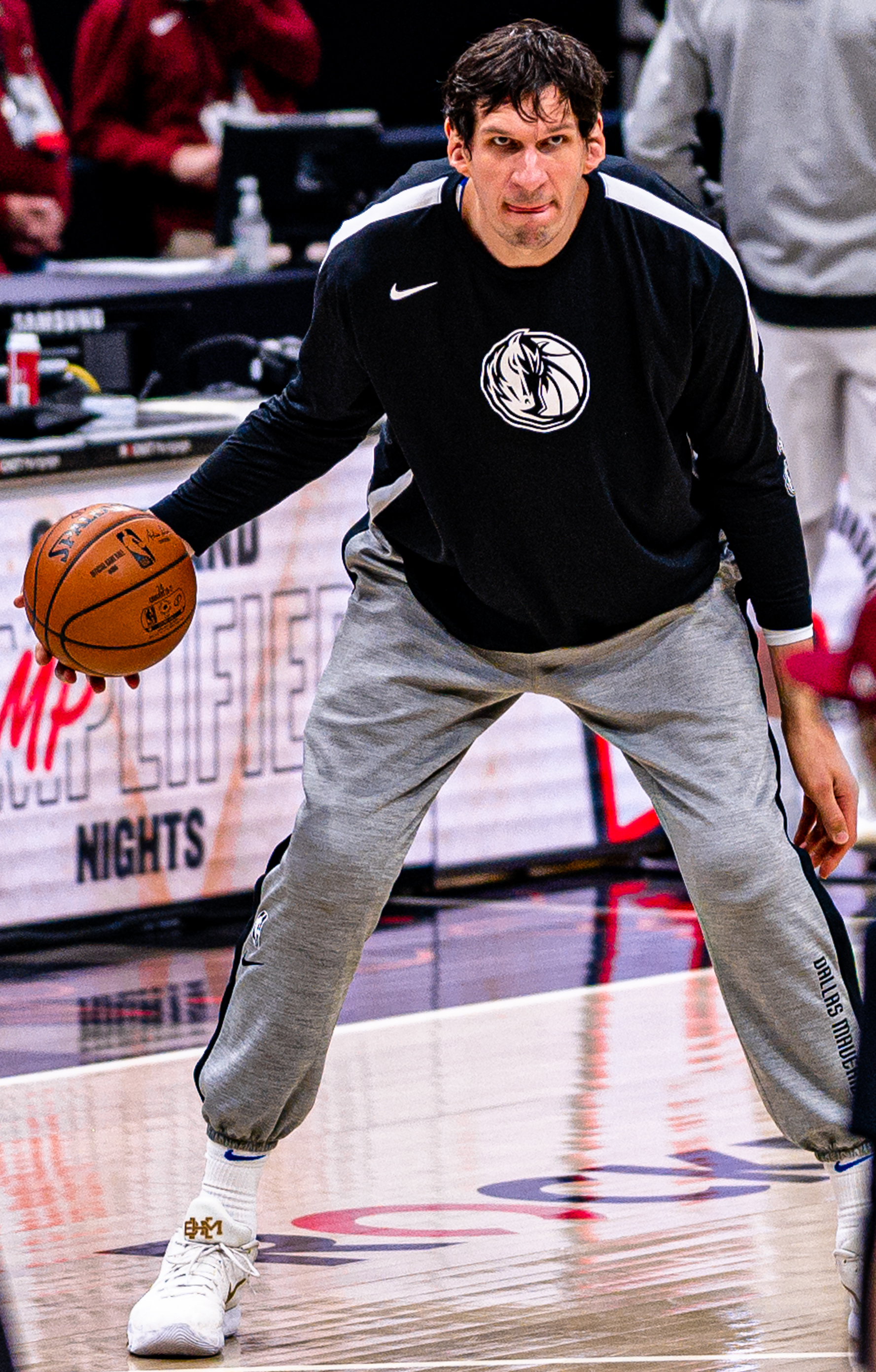
マーベリックスでのマリヤノヴィッチ（2021年）

7月23日にダラス・マーベリックスとの契約に合意した。
2020年3月11日のデンバー・ナゲッツ戦でキャリアハイとなる31得点を含む17リバウンド、1アシスト、2スティールを記録し、チームは113-97で勝利した。
2021年8月10日にマーベリックスとの再契約に合意した。

#### ヒューストン・ロケッツ

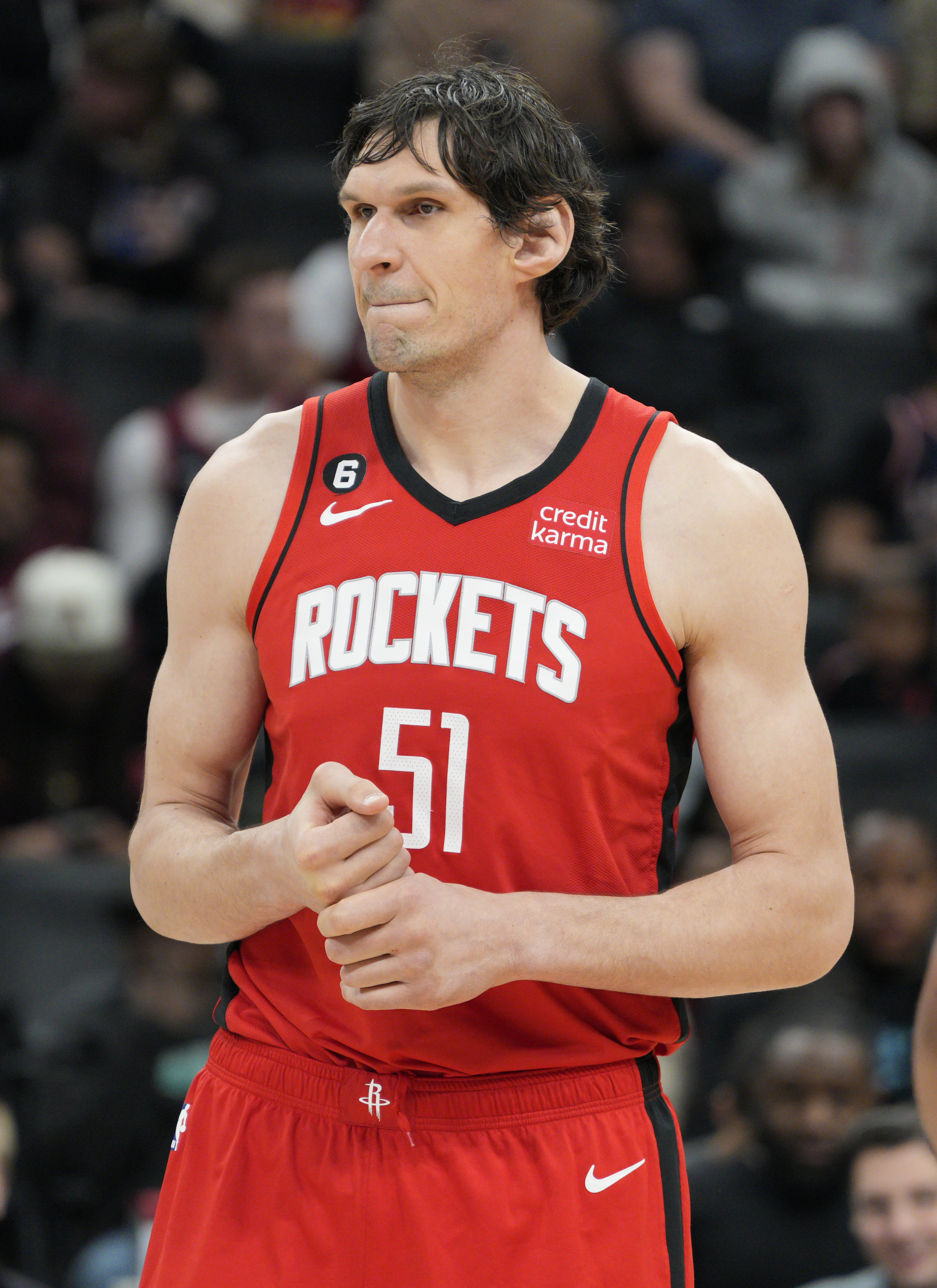
ロケッツでのマリヤノヴィッチ（2023年）

2022年6月24日にクリスチャン・ウッドとのトレードで、トレイ・バーク、マーキーズ・クリス、スターリング・ブラウン、ウェンデル・ムーア・ジュニアのドラフト権と共にヒューストン・ロケッツへ移籍した。
2023年2月13日にロケッツとの再契約に合意したが、4日後に解雇された。

### 欧州復帰

#### フェネルバフチェ・ベコ
2024年9月18日にユーロリーグとBSLに所属するフェネルバフチェ・ベコへ1年契約で加入すると発表された。12月23日に解雇された。

## 代表歴
ナショナルチームジュニア代表選手として、2007年U19世界選手権と、2008年U20ヨーロッパ選手権で金メダルを獲得した。 2009年バスケットボール男子欧州選手権、2010年バスケットボール世界選手権では代表候補には選ばれたが、ロースター12人に残ることが出来なかった。シニア代表に選ばれた リトアニアで開催された2011年バスケットボール男子欧州選手権では、8位の成績を残した。

## 個人成績

### NBA

#### レギュラーシーズン
| シーズン | チーム | GP  | GS | MPG  | FG%  | 3P%  | FT%  | RPG | APG | SPG | BPG | PPG |
| -------- | ------ | --- | -- | ---- | ---- | ---- | ---- | --- | --- | --- | --- | --- |
| 2015–16  | SAS    | 54  | 4  | 9.4  | .603 | ---  | .763 | 3.6 | .4  | .2  | .4  | 5.5 |
| 2016–17  | DET    | 35  | 0  | 8.4  | .545 | ---  | .810 | 3.7 | .3  | .2  | .3  | 5.5 |
| 2017–18  | DET    | 19  | 1  | 9.0  | .519 | ---  | .800 | 3.0 | .7  | .2  | .3  | 6.2 |
| 2017–18  | LAC    | 20  | 0  | 8.3  | .551 | ---  | .788 | 4.4 | .4  | .3  | .3  | 5.9 |
| 2018–19  | LAC    | 36  | 9  | 10.4 | .607 | .000 | .758 | 4.2 | .6  | .3  | .5  | 6.7 |
| 2018–19  | PHI    | 22  | 3  | 13.9 | .625 | .500 | .722 | 5.1 | 1.5 | .2  | .5  | 8.2 |
| 2019–20  | DAL    | 44  | 5  | 9.6  | .573 | .235 | .754 | 4.5 | .5  | .2  | .2  | 6.6 |
| 2020–21  | DAL    | 33  | 3  | 8.2  | .508 | .125 | .816 | 3.9 | .3  | .1  | .2  | 4.7 |
| 2021–22  | DAL    | 23  | 0  | 5.6  | .600 | .250 | .591 | 1.7 | .1  | .0  | .1  | 4.3 |
| 2022–23  | HOU    | 31  | 0  | 5.5  | .683 | .000 | .741 | 1.9 | .3  | .2  | .1  | 3.3 |
| 2023–24  | HOU    | 14  | 0  | 5.1  | .529 | .000 | .643 | 2.3 | .4  | .1  | .1  | 3.2 |
| 通算     | 通算   | 331 | 25 | 8.7  | .578 | .238 | .762 | 3.6 | .5  | .2  | .3  | 5.5 |

#### プレーオフ
| シーズン | チーム | GP | GS | MPG  | FG%  | 3P%  | FT%   | RPG | APG | SPG | BPG | PPG  |
| -------- | ------ | -- | -- | ---- | ---- | ---- | ----- | --- | --- | --- | --- | ---- |
| 2016     | SAS    | 7  | 0  | 6.0  | .667 | ---  | .889  | 2.0 | .4  | .0  | .3  | 3.4  |
| 2019     | PHI    | 11 | 0  | 9.5  | .600 | .000 | .842  | 3.3 | 1.0 | .2  | .3  | 5.8  |
| 2020     | DAL    | 6  | 0  | 13.7 | .567 | .000 | .778  | 5.8 | .8  | .0  | .3  | 6.8  |
| 2021     | DAL    | 4  | 3  | 20.8 | .513 | ---  | .778  | 8.0 | 1.0 | .0  | .3  | 11.8 |
| 2022     | DAL    | 3  | 0  | 2.0  | .250 | ---  | 1.000 | 1.0 | .0  | .3  | .0  | 1.3  |
| 通算     | 通算   | 31 | 3  | 10.3 | .560 | .000 | .833  | 3.9 | .7  | .1  | .3  | 5.8  |

### ユーロリーグ
| シーズン | チーム         | GP | GS | MPG  | FG%  | 3P% | FT%  | RPG   | APG | SPG | BPG | PPG  |
| -------- | -------------- | -- | -- | ---- | ---- | --- | ---- | ----- | --- | --- | --- | ---- |
| 2010–11  | CSKA           | 8  | 3  | 11.4 | .458 | --- | .923 | 3.5   | .4  | .6  | .6  | 4.3  |
| 2010–11  | BCジャルギリス | 6  | 1  | 12.3 | .647 | --- | .643 | 3.5   | .3  | .2  | .5  | 5.2  |
| 2013–14  | ズヴェズダ     | 10 | 9  | 19.9 | .616 | --- | .621 | 7.7   | 1.0 | .9  | .8  | 10.8 |
| 2014–15  | ズヴェズダ     | 24 | 24 | 27.3 | .621 | --- | .781 | 10.7* | 1.0 | .4  | .9  | 16.6 |
| 通算     | 通算           | 48 | 37 | 21.3 | .610 | --- | .755 | 8.0   | .8  | .5  | .8  | 11.9 |

## プレースタイル
224cmのビッグマンでありながら、シュートタッチが柔軟でペイント外からも得点でき、パスセンスも持ち合わせている。背伸びダンクは恐らく誰にも止められない。ディフェンスとスクリーン技術には改善の余地がある。ノビツキーのような片足フェイダウェイを習得できれば無敵との声も。（マリダウェイ）

## その他
ジョン・ウィック:パラベラムで殺し屋アーネスト役として出演。
彼はダラスマーベリックスのエースルカ・ドンチッチと仲が良く、動画も投稿している。